# Nóż w Sukiennicach w Krakowie

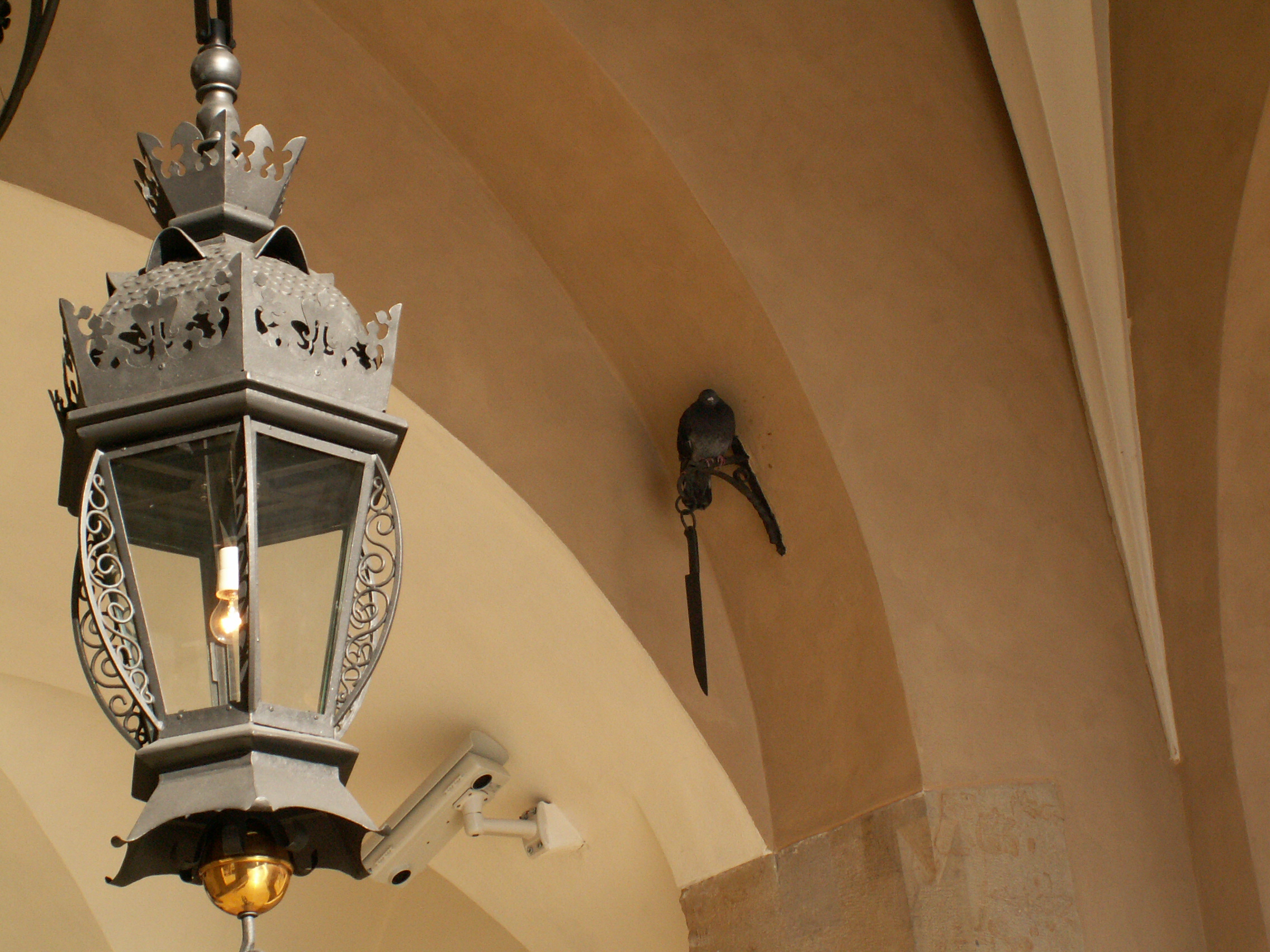
Nóż w Sukiennicach w Krakowie w „towarzystwie” gołębia (2010)

Nóż w Sukiennicach w Krakowie – replika żelaznego noża wisząca na łańcuchu w przejściu znajdującym się na krótszej osi budynku (tak zwanym krzyżu).

## Historia noża i związana z nim legenda
Dokładna data umieszczenia noża pod sklepieniem Sukiennic nie jest znana. Prawdopodobnie stało się to w średniowieczu, kiedy w Krakowie obowiązywało prawo magdeburskie: 

[Nóż] miał przypominać o tym prawie, a było ono bardzo konkretne i bezwzględne. Jeśli chodzi na przykład o kary dotyczące kradzieży. Za kradzież drobną groziło obcięcie uszu, natomiast za kradzież większą obcięcie ręki. [Nóż umieszczono w Sukiennicach] bo było to centrum miasta, które skupiało wiele osób trudniących się handlem, które przyjeżdżały z różnych stron Polski oraz Europy, a nóż miał odstraszać potencjalnych złodziei.

Legenda wyjaśniająca pochodzenie noża mówi o dwóch braciach, którzy w czasach panowania księcia Bolesława Wstydliwego budowali wieże kościoła Mariackiego. Młodszy z nich zorientował się, że jego wieża nie będzie tak wysoka, jak wieża starszego brata, więc z zazdrości zabił go tym właśnie nożem. Ogarnięty jednak wyrzutami sumienia, odebrał sobie życie, skacząc z wyższej wieży. Nóż został zawieszony na pamiątkę tragicznego wydarzenia, stanowiąc przestrogę przed bratobójczą walką. Legenda jednocześnie tłumaczy, dlaczego wieże kościoła Mariackiego tak bardzo różnią się wysokością.
Współczesny nóż to replika; w czasie II wojny światowej nóż mieli zabrać Niemcy jako „broń pragermańską”, a po wojnie był wielokrotnie kradziony przez turystów.